# 秋田県道45号河辺雄和線
秋田県道45号河辺雄和線（あきたけんどう45ごう かわべゆうわせん）は、秋田県河辺郡河辺町から雄和町に至る県道（主要地方道）であった。1994年に県道の統廃合により廃止された。

## 概要

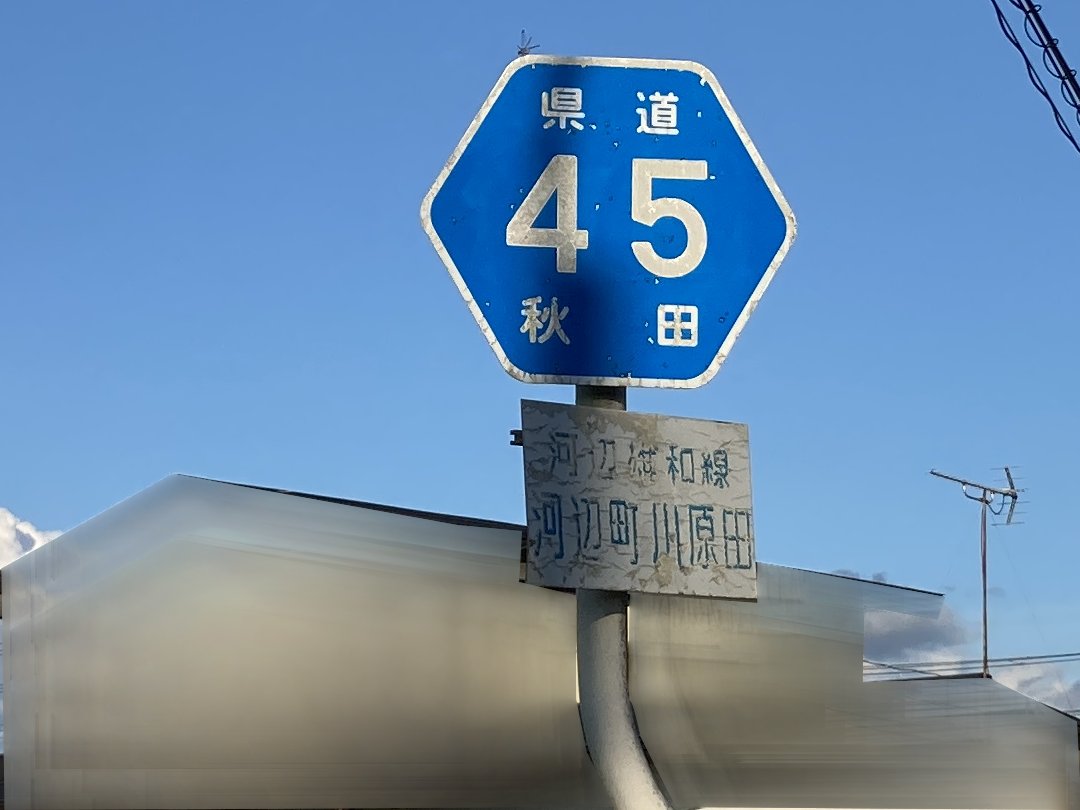
秋田県道45号を示す標識

路線は1993年の主要地方道の指定時に、2つの区間に分割されて、新たに秋田御所野雄和線と秋田北野田線として主要地方道に指定され、1994年には主要地方道に指定された2つの区間がそのまま秋田県道61号秋田御所野雄和線と秋田県道62号秋田北野田線になり、同時に当路線は県道の認定を解除されて欠番となった。
廃止当時は、仁井田地区中心部に県道が存在していなかった。
和田御所野線は秋田市環境部御所野事業所（清掃工場）に向かう清掃車の往来程度で、河辺雄和線は有料区間のため交通量が少なかった。

### 路線データ
- 起点 : 秋田県河辺郡河辺町北野田（国道13号交点）
- 終点 : 秋田県河辺郡雄和町向野（雄和向野交差点、国道341号交点）
- 通行不能区間・冬季閉鎖区間 : なし

## 歴史
- 1993年（平成5年） 5月11日 - 建設省から、一部区間が県道和田御所野線とともに秋田御所野雄和線として、残りの一部区間が県道和田秋田線とともに秋田北野田線として主要地方道に指定される[3]。
- 1994年度 - 河辺郡河辺町・雄和町地域の県道の再編にともない、廃止される。

## 地理

### 通過していた自治体
- 河辺郡
  - 河辺町（旧）
  - 雄和町（旧）